# Curno

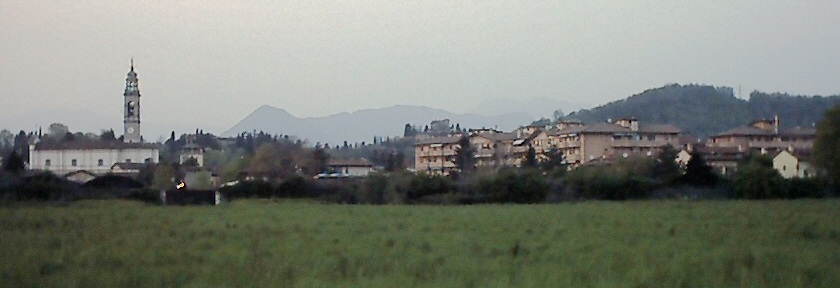
Panorama de Curno.

Curno es un pueblo de la Italia septentrional. Situado en la provincia de Bérgamo, Lombardía, limita con Bérgamo, Bonate Sopra, Mozzo, Ponte San Pietro y Treviolo. Tiene 7.679 habitantes, y su alcalde es Angelo Gandolfi.
Está situado 5 km a oeste de Bérgamo, en la carretera nacional para Lecco y Como. El río Brembo marca su límite occidental.

## Galería de fotos

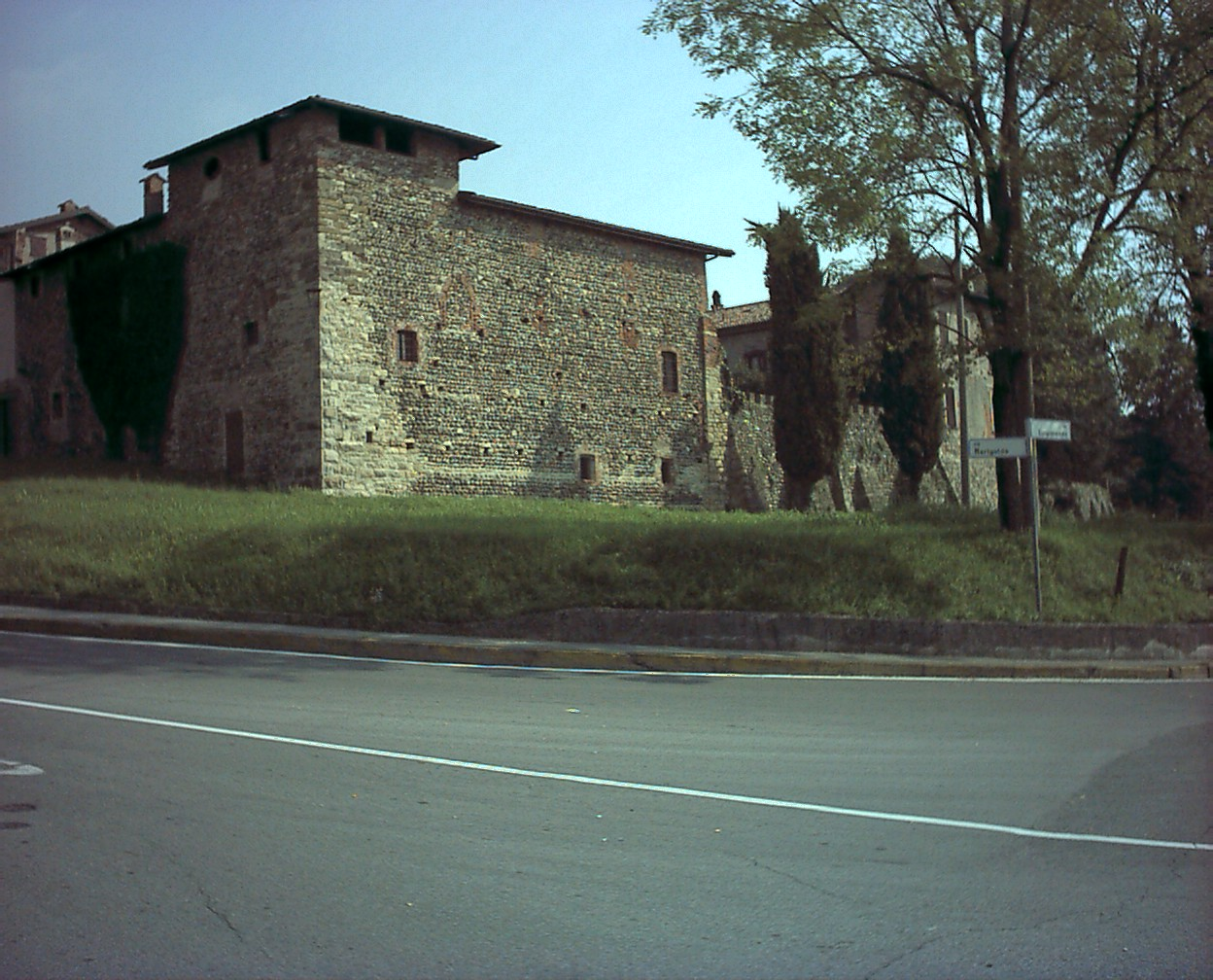
Castillo de Marigolda (siglos XIII-XVI)
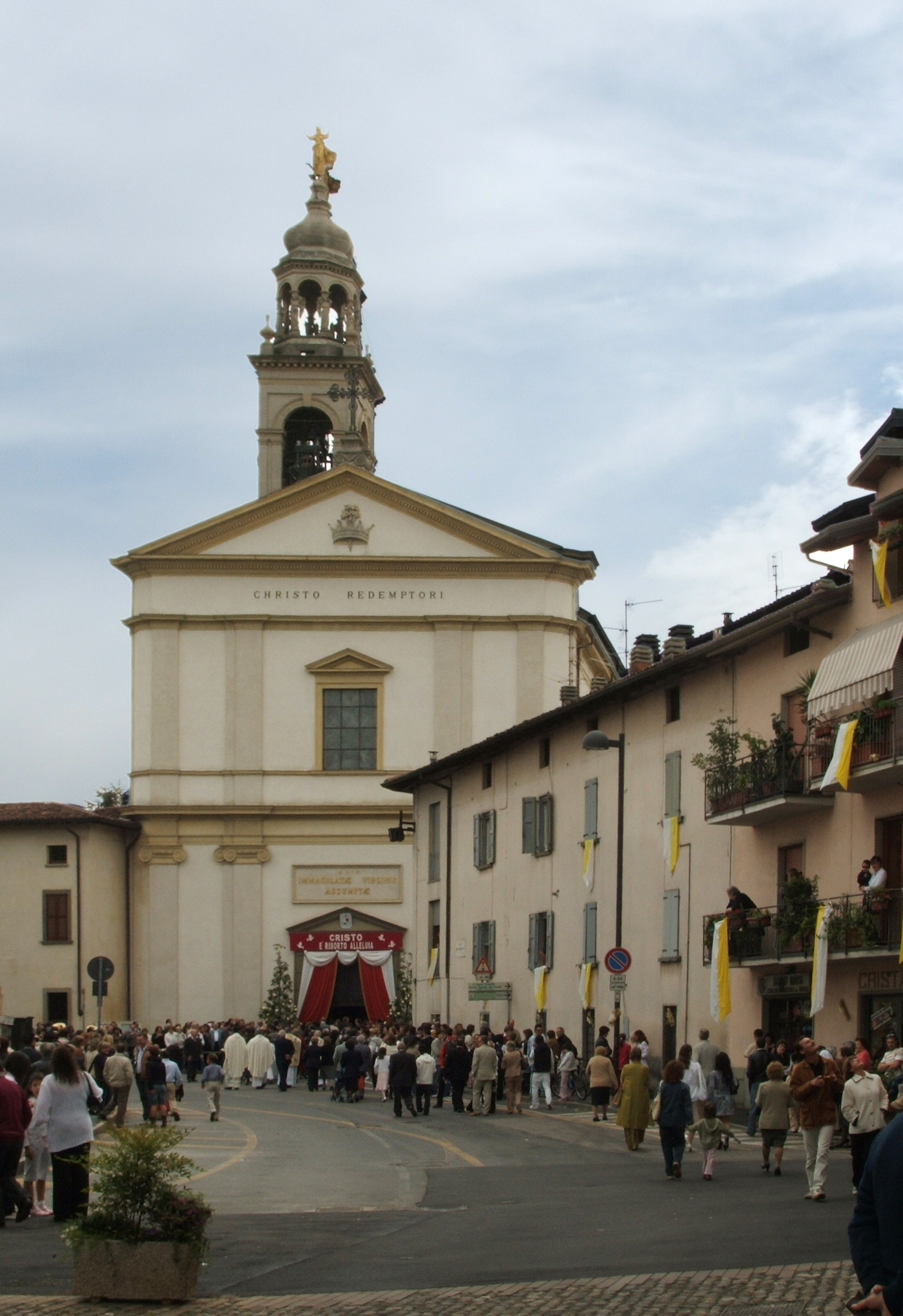
Iglesia parroquial
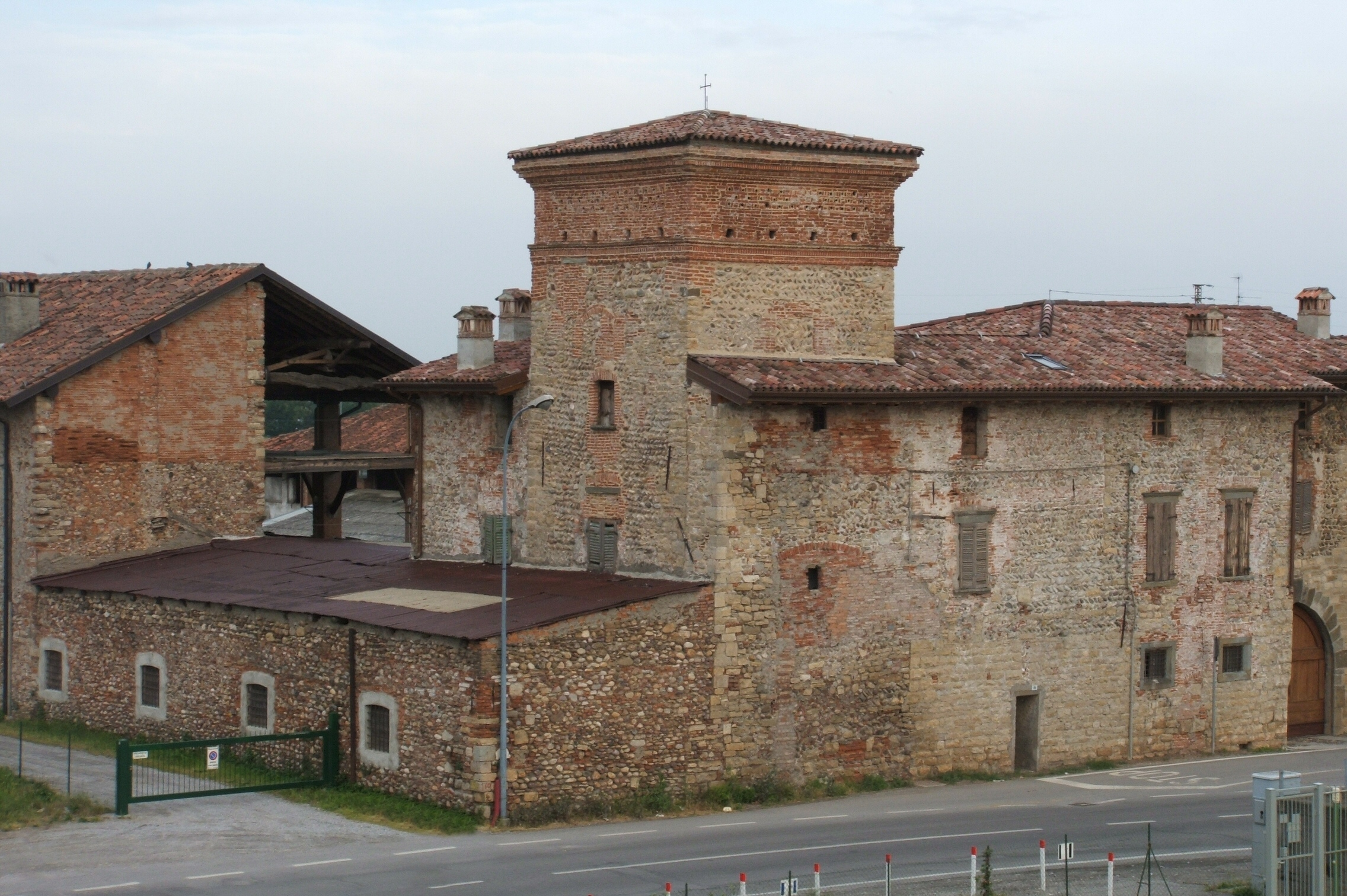
Granja Carlinga

## Evolución demográfica
| Gráfica de evolución demográfica de Curno entre 1861 y 2001 |
|                                                             |
| Fuente ISTAT - elaboración gráfica de Wikipedia             |